# El Carril, Dominikanska republiken
El Carril är en ort i Dominikanska republiken.   Den ligger i provinsen San Cristóbal, i den sydöstra delen av landet, i huvudstaden Santo Domingo. El Carril ligger 60 meter över havet och antalet invånare är 2 643.
Terrängen runt El Carril är platt. Havet är nära El Carril åt sydost.  Närmaste större samhälle är Santo Domingo, 7,0 km nordost om El Carril.